# Juan Francisco Barahona Martín
Blahoslavený Juan Francisco Barahona Martín, řeholním jménem Alejandro (Alexandr) ze Sobradilla (10. ledna 1902, Sobradillo – 15. srpna 1936, Madrid), byl španělský římskokatolický kněz, řeholník Řádu menších bratří kapucínů a mučedník.

## Život
Narodil se 10. ledna 1902 v Sobradillu jako syn Isidora Barahona Martín a Martiny Martín Marcos. Pokřtěn byl 19. ledna. Dne 18. dubna 1903 přijal svátost biřmování.
Studoval na serafínské koleji v El Pardo.
V časném věku vstoupil ke kapucínům v Basurto. Dne 11. srpna 1918 přijal hábit a jméno Alejandro. Dne 15. srpna 1919 složil své časné sliby a 11. ledna 1923 sliby věčné. Dne 10. prosince 1926 byl po studiu teologie a filosofie vysvěcen na kněze. Působil jako profesor serafínské koleje a později se stal kvardiánem v klášteře El Pardo. Mezitím strávil dva roky v Irsku, kde studoval anglický jazyk.
Dne 21. července 1936 napadli klášter milicionáři. Otec Alejandro prosil milicionáře, aby ušetřili život jeho spolubratrů řeholníků a seminaristů. Nakonec byl zatčen a uvězněn v suterénu kasáren v El Pardo. O několik dní později byl propuštěn a nalezl úkryt o jedné zbožné rodiny. Dne 15. srpna byl znovu zatčen a nakonec ve stejný den zabit.

## Proces blahořečení
Proces jeho blahořečení byl zahájen roku 1954 v arcidiecézi Madrid spolu s dalšími jedenatřiceti spolubratry kapucíny.
Dne 27. března 2013 uznal papež František jejich mučednictví. Blahořečeni byli 13. října 2013 ve skupině 522 španělských mučedníků.